# Michele De Pascale
Michele De Pascale (Cesena, 20 gennaio 1985) è un politico italiano, presidente della Regione Emilia-Romagna dal 13 dicembre 2024.
In precedenza, ha ricoperto la carica di sindaco di Ravenna e quella di presidente della Provincia di Ravenna dal 2016 al 2024, oltreché quella di presidente dell'Unione delle province d'Italia dal 2018 al 2024.

## Biografia
Nato a Cesena ma di origini salernitane nella valle dell'Irno, è figlio di un repubblicano e nipote di un democristiano e di un comunista. Inizia a fare politica durante gli anni delle scuole superiori come rappresentante d'istituto per la lista Izquierda al liceo scientifico Augusto Righi di Cesena, dove si diploma nel 2004 e s'iscrive alla facoltà di medicina, senza mai terminare gli studi.
Alle elezioni comunali in Emilia-Romagna del 2004 si candida al consiglio comunale di Cervia, tra le liste dei Democratici di Sinistra (DS), risultando eletto consigliere comunale e facendo parte della Commissione consiliare Bilancio, oltre a ricoprire l'incarico di presidente della Commissione consiliare Urbanistica.
Nel 2007 a seguito dello scioglimento dei DS, sancito dal congresso di quell'anno, aderisce al Partito Democratico (PD), entrando a far parte della sua Assemblea nazionale, e al suo interno è stato un sostenitore delle segreterie di Pier Luigi Bersani e Matteo Renzi.

### Consigliere e assessore comunale di Cervia
Alle comunali emiliane-romagnole del 2009 viene rieletto consigliere comunale di Cervia con il PD e nel 2011 viene nominato assessore con deleghe agli Affari generali, affari legali, politiche comunitarie e coordinamento finanziamenti e programmi Unione europea, turismo, marketing territoriale, coordinamento eventi e immagine, demanio marittimo e porto nella giunta comunale di Cervia guidata da Roberto Zoffoli, rimanendo in carica fino al 22 novembre 2013.
Nel 2013 diventa segretario provinciale del Partito Democratico di Ravenna.

### Sindaco di Ravenna
Alle elezioni amministrative del 2016 viene candidato a sindaco di Ravenna (in sostituzione del prescelto Enrico Liverani, deceduto in un incidente stradale pochi mesi prima), sostenuto da una coalizione di centro-sinistra formata da: PD, Partito Repubblicano Italiano (PRI), Italia dei Valori e le liste civiche "Sinistra per Ravenna", "Ama Ravenna", "Insieme X Cambiare" e "Ravviva Ravenna", ottenendo al primo turno il 46,5% dei voti e accedendo al ballottaggio con il candidato di centro-destra Massimiliano Alberghini (27,97%). Al ballottaggio del 19 giugno De Pascale viene eletto sindaco con il 53,32% dei voti contro il 46,68% di Alberghini.
Il 3 agosto 2016 viene eletto presidente della Provincia di Ravenna con il 78,82% dei voti, entrando in carica il successivo 4 settembre e venendo rieletto in tale incarico il 19 dicembre 2021.
Il 12 febbraio 2019, durante la 34ª Assemblea congressuale dell'Unione delle province d'Italia (UPI) a Roma, viene eletto all'unanimità presidente dell'UPI, succedendo all'ex presidente della Provincia di Vicenza Achille Variati. Il 10 dicembre 2024, dopo essere stato eletto alla presidenza della regione Emilia-Romagna viene sostituito da Pasquale Gandolfi.
In vista delle elezioni primarie del PD del 2019 firma un appello, assieme ad altri sindaci (compreso lui 200), a sostegno della mozione "Piazza Grande" di Nicola Zingaretti, presidente della Regione Lazio e candidato con la carriera amministrativa più lunga alle spalle, che risulterà vincente con il 66% dei voti.
Alle elezioni amministrative del 2021 si ricandida a sindaco di Ravenna, sostenuto da: Partito Democratico, Movimento 5 Stelle, PRI, Ravenna Coraggiosa (Articolo Uno e Sinistra Italiana), Ravenna in Campo (Italia Viva e l'Italia dei Valori) e le liste civiche "Lista per De Pascale Sindaco", "Ambiente e Territorio per Maiolini" e "Voci Protagoniste", venendo rieletto al primo turno con il 59,47%.
Alle primarie del PD del 2023 sostenne la mozione di Stefano Bonaccini, presidente della Regione Emilia-Romagna, che risulterà perdente venendo sconfitto dalla deputata del PD Elly Schlein.

### Presidente della Regione Emilia-Romagna

#### Corsa alla presidenza della Regione
Il 12 luglio 2024, in vista delle elezioni regionali in Emilia-Romagna, indette a causa dell'elezione del presidente Stefano Bonaccini al Parlamento europeo, De Pascale viene scelto all’unanimità dalla direzione regionale del PD, riunita a Bologna, come candidato alla presidenza della Regione. Verrà successivamente sostenuto anche da Movimento 5 Stelle, Alleanza Verdi e Sinistra (che includeva membri di Coalizione Civica e Possibile) e dalle liste civiche "Civici, con De Pascale Presidente" (che includeva membri di Italia Viva e Volt) e "Riformisti Emilia-Romagna Futura" (che includeva membri di Azione, Partito Socialista Italiano, PRI, +Europa e Radicali Italiani). Alla tornata elettorale del 18 novembre seguente, De Pascale vince le elezioni, raccogliendo il 56,77% dei voti, sconfiggendo così la candidata della coalizione di centro-destra, Elena Ugolini, ferma al 40,07%.

## Vita privata
Sposato dal 2013 con Laura Casadio, figlia dell'ex presidente della Provincia di Ravenna Claudio Casadio, ha due figli.
Nel gennaio 2011 un colpo di sonno lo rende vittima di un incidente stradale, che gli provocò due fratture vertebrali, i "polmoni collassati", una frattura-lussazione tibio-tarsica esposta, ed un ricovero di 10 giorni in coma farmacologico, recuperando dopo anni di interventi e terapie.